# María Elena Velasco
María Elena Velasco Fragoso (Puebla, 17 de dezembro de 1940 — Cidade do México, 1 de maio de 2015) foi uma atriz, cantora, dançarina, escritora e cineasta mexicana. Era conhecida por interpretar a índia María na novela "Coração Indomável".

## Infância
Velasco nasceu em Puebla seu pai chamava-se Tomás Velasco, um mecânico ferroviário e sua mãe María Elena Fragoso, ela tinha três irmãos Glória, Tomás e Susana. Quando adolescente, seu pai morreu de uma infecção através da aorta, e com isso Velasco e a família mudou-se para Cidade do México, para ajudar a mãe a manter os quatro irmãos. Desde criança queria ser uma dançarina ou atriz, e foi contratada no México onde trabalhou como dançarina no Teatro Tivoli e no Teatro Blanquita.

## Carreira
Na década de 50, ela trabalhou com com comediantes reconhecidos, incluindo, Adalberto Martínez, Jesus Martínez Pallilo, e Fernando Soto Mantequilla, mas foi em 1962 fez sua estréia como atriz no filme El rey del Tomate, onde ele compartilhou créditos com o ator Eulalio Gonzalez Piporro. Em seguida, teve papéis nos filmes, Los derechos de los hijos e México de mis recuerdos. Em 1968, ele trabalhou com o diretor Fernando Cortez, que pediu-lhe para dar vida a uma mulher indígena chamada 'Elena Maria', ele mesmo contou com a ajuda de coreógrafo Ricardo Luna para criá-lo e apresentá-lo no filme El bastardo se papel se tornou o personagem ''La India María'', que catapultou como uma das melhores atrizes do cinema mexicano, totalizando 23 filmes, levando para a televisão ao estrelar no espetacular programa no Sunday Independent Television TIM México, mais tarde ela teve breves apresentações em Siempre en Domingo. Graças a sucesso dessas performances, Velasco conquistou sua própria série: Las estrellas y usted e seu programa musical Nescafe. Em 1979, Velasco assumiu seu papel com escritora e diretora no filme Okay, Mr Pancho onde teve o apoio de Gilberto Martinez Solares. Seus trabalhos como escritora foram: El quen no corre... Vuela (1981), El coyote emplumado (1982), Ni de aqui, ni de allá (1984), Si esquivó la cigueña (1992) e Las delicias del poder (1996). Em 1987, Velasco recebeu o Prêmio de Ouro Box Office por Rodolfo Anda, artista de maior sucesso no cinema nacional desde 1986. Em 1994, ele escreveu, dirigiu, estrelou e produziu o musical México cante e segure. Quatro anos mais tarde estrelou o programa Que visan Oh Mary! E dez anos mais tarde, estrelou o filme Huapango, na qual interpreta uma professora de dança, filme que conquistou o Prêmio Deusa de Prata de Melhor Filme, Melhor Diretor (para seu filho Ivan Lipkies), Melhor Ator, co-agir revelação masculino e feminino. Maria Elena também triunfou no Prêmio Ariel de Melhor Roteiro Adaptado.
No mesmo ano, Velasco participa das séries La familia P. Luche e Mujer, casos de la vida real, e 2013, foi convidada a participar da sua primeira novela, Corazón indomable , produzida por Nathalie Lartilleux, atuando ao lado de Ana Brenda Contreras, Daniel Arenas e Elizabeth Álvarez.
Em 2014, Velasco retorna a TV no filme, La hija de Moctezuma dirigido por seu filho Ivan Lipkies.

## Vida Pessoal
Em 1960, Velasco casou-se com o coreógrafo russo Vladimir Lipkies Chazan, conhecido como Julién de Meriche, e com ele teve três filhos: Iván Lipkies, escritora e atriz Goretti Lipkies, e escritor-produtor Ivette Lipkies, ela viveu ao lado dele, até 1974, ano da morte de Julián. Por muitos anos após a morte de sua mãe, Velasco viveu afastado de sua família, especialmente sua irmã Susana, que viveu em um asilo, uma instituição chamada a Casa do Ator.

## Morte
Em 12 de Fevereiro de 2015, Velasco foi internada as pressas no centro médico para submeter a uma cirurgia para uma retirada de um tumor no estomago, doença da qual ela lutava há um tempo. E em 01 de Maio de 2015, saiu uma notícia na página do twitter de que Velasco faleceu, embora a família não comunicou as causas de sua morte, mas houve especulações de que a atriz morreu devido a complicações do câncer no estomago.

## Telenovela, Filmografia e Séries de Tv

### Televisão e Séries de Tv
- Corazón indomable (2013) - María Nicolasa
- La familia P. Luche (2004)
- Mujer, casos de la vida real (2004)
- ¡Ay María qué puntería! (1998).... La Índia María
- Papá soltero (1988).... María Nicolasa
- Revista musical Nescafe (1972)

### Cinema
- La hija de Moctezuma (2014)
- Huapango (2004).... Maestra del Baile
- Las delicias del poder (1999).... María/ Lorena Barriga
- Se equivoco la cigueña (1993).... La Índia María
- Ni de aqui, ni de alla (1988).... María
- Ni Chana, ni Juana (1984).... Juana/Emília Falcón
- El emplumado coyote (1983).... María
- ¡El que no corre... vuela! (1982).... María Nicolasa
- Okey, Mister Pancho (1981).... María Nicolasa
- La comadrita (1978).... La Índia María
- Duro pero seguro (1978).... María Nicolasa
- Sor Tequila (1977).... Sor María Nicolasa
- El miedo no anda en burro (1976)....María Nicolasa
- La presidenta municipal (1975).... Maria Nicolasa
- Algo es algo dijo el diablo (1974).... La Índia María
- La madrecita (1974).... La Índia María
- Pobre, pero honrada! (1973).... La Índia María
- Tonta tonta pero no tanto (1972).... La Índia María
- El bastardo (1968).... La Índia María
- Los tres mosqueteros de Dios (1967).... Chica en clube infierno
- Los endemoniados del ring (1966).... Cantante de Fondo
- Revólver Sangriento (1964).... Esposa de Pedro
- El mariachi canta (1963).... Amiga de Lupe
- Los derechos de los hijos (1963).... María
- México de mis recuerdos (1963).... Petra
- El rey del tomate (1963).... Cliente
- Ruletero a toda marcha (1962).... Enfermeira